# TAI Anka-3
TAI Anka-3 — турецкий ударный оперативно-тактический стелс-беспилотник с реактивным двигателем и летающим крылом, разрабатываемый компанией Turkish Aerospace Industries.
Проект разрабатывался секретно. О его существовании стало известно лишь в середине декабря 2022 года.
Первый полет совершил 28 декабря 2023 года.

## История
Необходимость в развитии беспилотной авиации в Турции возникла давно. Основной причиной являлись затянувшийся курдский конфликт и борьба против сепаратистов — Рабочей партии Курдистана.
После развала СССР значимость Турции для США и стран Европы стала меньше. После начавшейся гражданской войны в Сирии и фактическом появлении на северо-востоке Сирии курдской автономии, конфликт между Турцией и США стал возрастать. Турция многократно обвиняла США в поддержке терроризма, направленного против Турции. Опасаясь того, что на южных границах страны возникнет неконтролируемая Анкарой курдская автономия, Турция начала действовать самостоятельно, не советуясь со своими союзниками в НАТО. Все это привело к тому, что Вашингтон стал всячески препятствовать Турции приобретать вооружения, которые могли быть использованы против сирийских курдов. Это касалось и различных ударных беспилотников.
Острая необходимость в беспилотниках привела к тому, что правительство Турции начало финансировать и оказывать всяческую поддержку отечественным компаниям, занимающимся производством БПЛА. Такая политика государства побудила многих студентов турецкого происхождения, обучающихся на тот момент зарубежом, возвращаться в Турцию и создавать собственные стартапы по производству беспилотников, не опасаясь конкуренции с западными компаниями. Один из них — выпускник Массачусетского технологического института — Сельчук Байрактар, разработал беспилотник Bayraktar TB2, который привлек внимание турецких военных.
Крупный успех Baykar привел к жесткой конкуренции между турецкими компаниями, производящими беспилотники. Для того, чтобы занять свое место на рынке и получить государственные заказы, было необходимо обойти своих конкурентов. Все это привело к буму беспилотников в Турции.
После успешного применения беспилотников Bayraktar TB2, а также БПЛА семейства Anka против курдских сепаратистов на Юго-Востоке Турции и Севере Сирии, Турция использовала эти беспилотники и в Ливии. Уже тогда турецкие военные пришли к выводу, что беспилотник Bayraktar TB2 сложно применять против противника, имеющего хорошо выстроенную систему ПВО.
Примерно тогда же было принято решение начать исследования в области малозаметных БПЛА, которые было бы сложно перехватить существующими системами ПВО. Одним из продуктов этих исследований и призван стать беспилотник TAI Anka-3.
Компания не афишировала о начале исследовательских работ и разработке беспилотника. О его существовании официально стало известно лишь в середине декабря 2022 года. Впервые проект Anka-3 упомянул вице-президент Турции Фуат Октай во время обсуждений бюджета на 2023 год.
Взлетно-посадочные испытания Анка-3 начались в апреле 2023 года.
28 декабря 2023 года Anka-3 совершил свой первый полет.

## Описание
Anka-3 построен по схеме «летающее крыло». Планер имеет рудиментарный фюзеляж, незначительно выступающий за пределы стреловидного крыла. Беспилотник получил характерный воздухозаборник на верхней поверхности. Сверху имеется еще несколько окон малого размера. В хвосте помещен турбореактивный двигатель. Утверждается, что выбранный облик планера сокращает заметность для радиолокационных средств.
Беспилотник имеет максимальную взлетную массу 6,5 тонны, грузоподъемность 1200 кг, крейсерскую скорость 460 км/ч, максимальную скорость полета 0,7 Маха (860 км/ч; 530 миль в час), практический потолок 12 000 м.
Он способен нести 650 кг (1430 фунтов) боеприпасов на каждом из двух мест внутри фюзеляжа, 650 кг (1430 фунтов) боеприпасов на каждом из внутренних мест крыла.

ANKA-3 представляет собой «бесхвостую» конфигурацию, что дает аппарату ряд преимуществ. Самый главный из них, это малая радиолокационная заметность. Поскольку у летательного аппарата нет горизонтального и вертикального хвоста, видимость довольно низкая. При этом дополнительные наработки позволяют еще больше снизить видимость БПЛА. Кроме того, у такой конфигурации низкое сопротивление, что позволяет увеличить грузоподъемность. Мы хотели использовать все эти преимущества. Очень долго продолжалось планирование. Около года назад разработали бесхвостый летательный аппарат меньшего размера, а в феврале 2022 года приступили к разработке более крупного дрона с вышеперечисленными преимуществами. Пока главная цель — это первый полет ANKA. Дата близка, в начале следующего месяца. Не позже середины мая.— Директор бюро разработки беспилотных летательных аппаратов TUSAŞ Бюлент Коркём, апрель 2023
Беспилотник будет оснащен семью системами вооружения, включая один под днищем, два внутри и по два под крыльями. Дрон будет способен преодолевать расстояние до 700 км. В Anka-3 можно будет интегрировать широкий спектр вариантов, от наиболее распространенных боеприпасов, используемых в современных беспилотных летательных аппаратах, до крупных боеприпасов, таких как турецкие SOM-J, Çakır, Bozdoğan, американские MK-82, а также дроны-камикадзе Şimşek-3 и бункерные бомбы.
9 марта 2024 года начались испытания турецкого турбореактивного двигателя TEI-TF6000, которыми будут оснащаться данные БПЛА.

## Тактико-технические характеристики
Общие характеристики:
- Взлетная масса: 6500 кг
- Грузоподъемность: 1200 кг
- Максимальная скорость: 0.7М
- Максимальная высота: 12 км
- Максимальное время нахождения в воздухе: 10 часов
- Управление: LOS / BLOS (спутниковое управление)
- Малозаметность, с использованием Стелс-технологий
- Двигатели: турецкий TEI-TF6000[10]